# Жил Фернандо, Марсело
Марсе́ло Жил Ферна́ндо (порт.-браз. Marcelo Gil Fernando; родился 28 марта 1990, Озаску, Бразилия), более известный как Марсели́ньо (порт.-браз. Marcelinho) — бразильский футболист, игрок клуба «Метрополитано». Играет на позициях вингера и нападающего.

## Карьера
Марселиньо — воспитанник академии «Коринтианса». Однако в основном составе своей родной команды он не смог закрепиться, поэтому вынужден был трижды отправляться в аренду. В 2011 году он перешёл в клуб «Гремио Баруэри», в котором провёл 2,5 сезона.
В феврале 2013 года Марселиньо перешёл в львовский клуб «Карпаты».
27 мая 2013 года выставлен на трансфер.
31 января 2014 года отправился в аренду на родину в «Итуано». В июне 2015 года был арендован клубом «Оэсте». В январе 2016 года разорвал контракт с «Карпатами» и подписал трёхлетнее соглашение с «Итуано».

## Достиижения
Коринтианс
- Лига Паулиста (1): 2009
- Кубок Бразилии (1): 2009
- Кубок Сан-Паулу (1): 2009